# Amore e guerra (film 1929)
Amore e guerra (Morgan's Last Raid) è un film muto del 1929 diretto da Nick Grinde.

## Trama
In Tennessee, si sta per celebrare il matrimonio tra il capitano Daniel Claibourne e la bella Judith Rogers. Ma le notizie che stanno arrivando in città sono terribili: la situazione tra gli stati del sud e quelli del nord sta deflagrando e tutto sembra precipitare quando il Tennessee si dichiara a favore dell'Unione. Claibourne, il cui padre insieme agli altri figli ha già raggiunto l'esercito confederato, si trova lacerato tra il senso del dovere e l'amore filiale. Alla fine, rendendosi conto che non potrà mai combattere contro la sua famiglia, dichiara a Judith il suo proposito di unirsi anche lui ai confederati. Lei, figlia di un generale nordista, lo taccia allora di tradimento e, per dimostrargli il proprio disprezzo, lo pianta in asso davanti all'altare.

Daniel parte per andare a unirsi a un gruppo di soldati confederati conosciuti sotto il nome di Morgan's Raiders. Nel frattempo, Judith trova consolazione presso John Bland, un ufficiale unionista che, in realtà, si dimostrerà essere una spia sudista infiltrata che lavora per Morgan. Daniel, durante uno degli attacchi dei Morgan's Raiders, riesce a salvare Judith e a riconquistare così l'amore della fidanzata.

## Produzione
Il film fu prodotto dalla Metro-Goldwyn-Mayer (MGM).

## Distribuzione
Il copyright del film, richiesto dalla Metro-Goldwyn-Mayer Dirtrirbuting Corp., fu registrato il 5 gennaio 1929 con il numero LP25969.
Distribuito dalla Metro-Goldwyn-Mayer (MGM), il film uscì nelle sale cinematografiche statunitensi il 5 gennaio 1929. In Italia, distribuito dalla Metro Goldwyn nell'aprile 1929, ottenne il visto di censura n° 24882.
Non si conoscono copie ancora esistenti della pellicola che viene considerata presumibilmente perduta.